# Дезанж, Эстель
Эстель Дезанж (фр. Estelle Desanges, род. 8 марта 1977, Лаваль) — бывшая французская порноактриса.

## Биография
Начала карьеру в 1999 году и в конечном итоге стала одной из самых популярных порноактрис Франции 2000-х годов. В 2000 году она получила премию Hot d’Or в номинации «лучшая французская старлетка», а в 2001 году в номинации «лучшая европейская актриса второго плана». После 2004 г. постепенно замедлила карьеру в бизнесе для взрослых. В 2009 году получает «приз почёта» Hot d’Or.
В 2002 году выпустила компиляционный альбом ее любимой музыки.

## Дискография
- French Kiss — La Sélection érotique d’Estelle Desanges — CD audio — Podis.
- French Kiss Volume 2 — La Sélection Glamour d’Estelle Desanges — CD audio — Podis.
- Sex Machine — N-Gels featuring Estelle Desanges — CD audio

## Фильмография
- Ball Buster (2000)
- Multi Angle Sex 1 (2000)
- Rocco Meats an American Angel in Paris (2000)
- Backstreets of Paris (2001)
- Collectionneuse (2001)
- Dessous de Clara Morgane (2001)
- Max 2 (2001)
- Misty Rain’s Worldwide Sex 4: Sexo En Barcelona (2001)
- Objectif: Star du X (2001)
- Projet X (2001)
- Candidate (2002)
- Hot Frequency (2002)
- Journal de Pauline (2002)
- Luxure (2002)
- Sex Total (2004)
- Tu bosses ou tu baises (2005)
- Concubines (2006)
- La Pervertie (2007)
- Proies du vice (2009)

## Награды
- 1999 — Hot d'Or как лучшая европейская актриса
- 2000 — Hot d'Or
- 2009 — Приз почёта Hot d'Or